# 拉罗谢尔海战
拉罗谢尔海戰（英語：Battle of La Rochelle）是英法百年戰爭期間的一場重要海戰，發生於1372年6月22日到23日間。由彭布羅克伯爵約翰·哈斯廷斯率領的英軍船隊，對上與法蘭西王國同盟的卡斯蒂利亚王國海軍提督安布罗西奥·博卡内格拉。卡斯蒂利亚艦隊被派遣到正在被法軍圍攻的拉罗谢尔港，隨行的指揮官包含卡韋薩·德·巴卡、費爾南多·德·佩翁與魯伊·迪亞斯·德·羅哈斯。
卡斯蒂利亚艦隊獲得全面的勝利，捕獲所有英軍船隊。在返回伊比利半島的途中，又俘虜四艘英船。英軍的戰敗導致英格蘭海路貿易與補給的路線中斷，並動搖他們在加斯科涅勢力。此次海戰與斯勒伊斯海战、溫奇爾西海戰並列為百年戰爭三大海戰。

## 背景

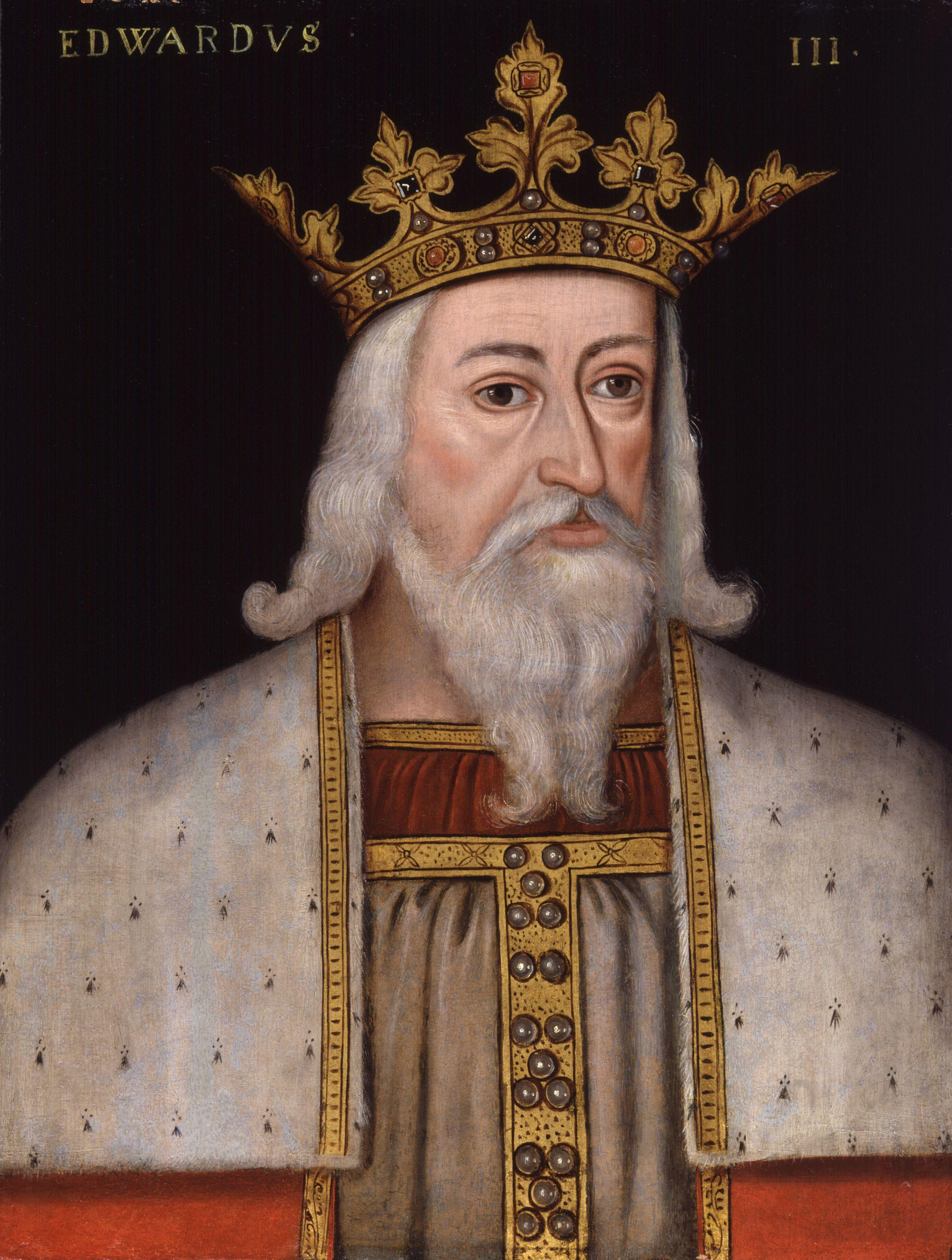
英王愛德華三世在16世紀的描繪。

1372年英格蘭國王愛德華三世計畫在阿基坦公國發動一場重要戰役，由新任的公國指揮官彭布羅克伯爵領導。伯爵依據合約帶領24名騎士，55名侍從與80名弓箭手和休·卡尔弗利爵士的軍團會合，約翰·德弗羅爵士本應隨同前往，然而最後沒有加入。彭布羅克伯爵授命在抵達法蘭西後徵集500名騎士，1500名侍從與1500名弓箭手。愛德華的書記約翰·威爾登被指派帶著鉅額的軍費加入伯爵。
彭布羅克伯爵的隨從和威爾登在普利茅斯搭乘運輸船準備前往法蘭西，然而這艘船沒有為遭遇戰做太多準備。卡斯蒂利亚編年史家佩罗·洛佩斯·德·阿亚拉估計這支艦隊有36艘船，而法蘭西王室史家則估計有35艘。让·弗鲁瓦萨尔在兩則記錄這場海戰的其中之一寫到英軍「可能」有14艘船。一支艦隊有20艘船被認為是比較合理的數據。由於大多數船隻都是小型運輸船，西方艦隊指揮官菲利普·柯特內爵士帶領三艘大噸位且配有弓箭塔的船艦協助護送。
當時英格蘭在阿基坦的控制正遭到威脅，自1370年，大部分地區都落入法蘭西的掌控。1372年貝特朗·杜·蓋克蘭對拉罗谢尔發動圍城。卡斯蒂利亚國王恩里克二世為了回應1368年建立的法蘭西─卡斯蒂利亚同盟，派遣安布罗西奥·博卡内格拉帶領艦隊前往阿基坦，隨同人員有卡韋薩·德·巴卡（Cabeza de Vaca）、費爾南多·德·佩翁（Fernando de Peón）與羅·迪亞斯·德·羅哈斯（Rui Díaz de Rojas）。這支艦隊的數量一樣不明。根據洛佩茲·德·阿雅拉，該艦隊有12艘加萊槳帆船。傅華薩在他的第一篇記述則提到40艘帆船與13艘駁船，但在後來下修為13艘加萊槳帆船。《瓦盧瓦四王紀》（Quatre Premiers Valois）與《荷蘭編年史》（Chronique des Pays-Bas）分別記載有20和22艘槳帆船。

## 戰鬥

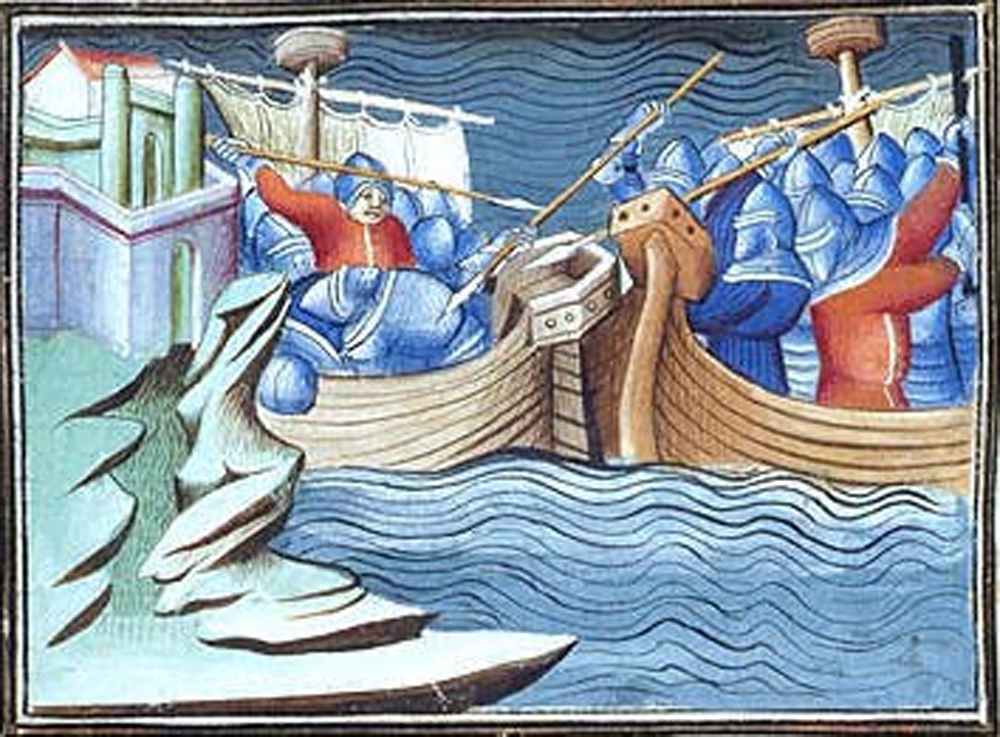
15世紀編年史中拉罗谢尔海戰的插畫。

6月21日，英軍船隊抵達拉罗谢尔外海，戰鬥在彭布羅克伯爵的船隻接近港口時開啟。卡斯蒂利亚發動的第一波攻擊受到劇烈的抵抗。英軍即便人數劣勢仍很好地進行防禦。黃昏漲潮時，兩隻艦隊散開。英軍雖失去2或4艘船但還未喪失戰力。博卡内格拉在拉罗谢尔港前方下錨，彭布羅克伯爵則命令艦隊後撤遠離陸地。與洛佩茲·德·阿雅拉和傅華薩記載的不同，《瓦盧瓦四王紀》提到第一日僅有數次小衝突，博卡内格拉命令他的槳帆船在後方保留實力面對主要衝突。根據本書記錄，雙方艦隊下錨的位置相反：英軍在港外，卡斯蒂利亚軍在外海。
傅華薩描述彭布羅克伯爵在該晚與部下們討論如何脫離窘境，原定趁夜脫逃的計畫因為恐懼卡斯蒂利亚的槳帆船而取消，另一個潛入港口的計畫也因為潮水太低而作廢。結果英軍船艦只能受困在淺水中，而卡斯蒂利亚的槳帆船則可以自由行動，使他們有決定性的戰術優勢。當戰鬥在22日早晨再啟，卡斯蒂利亚軍朝英格蘭船艦甲板和帆索上潑油，並發射燃燒箭矢。大量英軍被活生生燒死，殘餘的則投降，彭布羅克伯爵也在其中。西班牙海戰史家塞薩雷奧·費爾南德斯·杜羅聲稱英軍有400名騎士與8000名士兵被俘。英格蘭編年史提到1500人受傷，800人戰死，戰俘在160到400人之間。英軍艦隊被全數摧毀或俘獲，12,000英鎊落入卡斯蒂利亚手裡。英軍的戰敗因為軍力比的明顯不均而顯得無可避免。

## 結果
拉罗谢尔海戰是英軍在百年戰爭中第一次在海戰遭受重大挫敗。它的影響對戰爭局勢十分顯著：拉罗谢尔在9月7日失守。此前贝特朗·杜·盖克兰清剿了英軍在普瓦圖、昂古穆瓦、桑通日的守軍。部分史家認為這場戰役使英軍失去了法蘭西沿海的海軍優勢，但也有部分人不認同，覺得是英格蘭的海軍政策被誤解了。預計要投注給岡特的約翰爭取卡斯蒂利亚王位的資源被嚴重拖延，愛德華三世原定要進行的遠征也因為形勢不利而暫緩。
英格蘭花費一年的時間依靠14座城鎮的付出來重建海軍。1373年4月，索爾茲伯里伯爵威廉·徳·蒙塔居率領大艦隊航向葡萄牙。該艦隊由內維爾與柯特內分為兩隻分艦隊指揮。第一支分艦隊包含15艘帆船與9艘駁船，第二支分艦隊有12艘帆船與9艘駁船，合計共44艘戰艦。其他的帆船和駁船相繼加入主力，到了7月索爾茲伯利伯爵有56艘船與2500名海員和2600名士兵。英軍在1373年的戰役大獲全勝，包含於聖馬洛燒毀卡斯蒂利亚的海洋商隊。